# Lamezia Terme nemzetközi repülőtér
A Lamezia Terme nemzetközi repülőtér (IATA: SUF, ICAO: LICA) Olaszország egyik nemzetközi repülőtere, amely Lamezia Terme közelében található (Calabria régió). Éves utasforgalma 2 622 535 fő (2022).
A Ryanair bázisrepülőtere.

## Légitársaságok és úticélok
| Légitársaság             | Célállomások |
| ------------------------ | --- |
| Air Transat              | Szezonális: Toronto–Pearson                                                                                     |
| Austrian Airlines        | Szezonális: Bécs                                                                                                |
| Aviolet                  | Szezonális charter: Belgrád                                                                                     |
| Blue Air                 | Turin |
| Condor                   | Szezonális: Hamburg, Hannover, München                                                                          |
| Corendon Airlines Europe | Szezonális: Hannover, Nuremberg                                                                                 |
| easyJet                  | Basel/Mulhouse, Milan–Malpensa                                                                                  |
| Edelweiss Air            | Zurich |
| Eurowings                | Szezonális: Köln/Bonn, Düsseldorf, München, Salzburg, Stuttgart                                                 |
| Finnair                  | Szezonális charter: Helsinki                                                                                    |
| Helvetic Airways         | Szezonális: Zürich                                                                                              |
| ITA Airways              | Milánó, Róma |
| Lauda                    | Bécs |
| Lufthansa                | Szezonális: München                                                                                             |
| Luxair                   | Szezonális: Luxembourg                                                                                          |
| Neos                     | Szezonális: Milan–Malpensa, Verona                                                                              |
| Ryanair                  | Bergamo, Bologna, Charleroi, Hahn, Karlsruhe/Baden-Baden, London–Stansted, Malta, Milan–Malpensa, Pisa, Treviso |
| SkyUp                    | Szezonális: Kharkiv, Kijev-Boriszpil, Odessa                                                                    |
| Smartwings               | Szezonális: Pozsony, Brno, Kassa, Ostrava, Prága                                                                |
| Smartwings Poland        | Szezonális charter: Varsó–Chopin                                                                                |
| SunExpress Deutschland   | Szezonális: Frankfurt, Lipcse/Halle                                                                             |
| TUI Airways              | Szezonális: London–Gatwick, Manchester                                                                          |
| TUI fly Belgium          | Szezonális: Brüsszel                                                                                            |
| TUI fly Deutschland      | Szezonális: Düsseldorf, Frankfurt                                                                               |
| Ural Airlines            | Szezonális charter: Moszkva–Domogyedovo,                                                                        |
| Volotea                  | Torinó, Verona Szezonális: Genova, Trieste                                                                      |

## Futópályák
A repülőtér futópályái:
- 10/28 (3017 m, 45 m, aszfalt)

## Forgalom
Az utasforgalom az elmúlt években az alábbi módon változott:
| Utasok száma | 670 368 | 775 236 | 1 132 119 | 1 356 998 | 1 645 730 | 2 301 408 | 2 410 670 | 2 547 203 | 2 978 110 | 2 622 535 |
|              | 1998    | 2001    | 2003      | 2006      | 2009      | 2011      | 2014      | 2017      | 2019      | 2022      |